# Adami János Jakab
Adami János Jakab (Lőcse, 1714. június 17. – Besztercebánya, 1792. július 4.) evangélikus lelkész, méhész.

## Élete
Felsőbb tanulmányait 1734-ben a jénai, azután a hallei egyetemen végezte. Hazatérése után Besztercebányán előbb iskolaigazgató, később (1748) prédikátor lett, és hivatalát 1780-ig viselte, amikor nyugalomba vonult. A magyarországi méhészet egyik úttörője.

## Művei
- Kurze Erklärung des Katechismus. Regensburg, 1751.
- Bussrede, welche am XII. Sonntage nach Trinitatis… bey Gelegenheit, des am vorhergehenden Dienstage enststandenen grossen Brandes zu Neusohl… gehalten worden; nebst einer Beschreibung desselben. Pozsony, 1761.
- Ein in katechetischen Fragen entworfener Unterricht; von dem was Kindern zur Erlangung der Seligkeit zu wissen ist. H. n., 1765.
- Kurze Anleitung die Freigeister auf bessere Gedanken und die Vernunft zum Gehorsam des Glaubens zu bringen. Pozsony, 1769.
- Kurze Anleitung für das Landvolk in Absicht auf die Bienenwirthschaft. Uo. 1773.